# Постенкілл (переписна місцевість, Нью-Йорк)
Постенкілл (англ. Poestenkill) — переписна місцевість (CDP) в США, в окрузі Ренсселер штату Нью-Йорк. Населення — 1020 осіб (2020).

## Географія
Постенкілл розташований за координатами 42°41′48″ пн. ш. 73°32′24″ зх. д. / 42.69667° пн. ш. 73.54000° зх. д. (42.696684, -73.540064).  За даними Бюро перепису населення США в 2010 році переписна місцевість мала площу 15,39 км², з яких 15,22 км² — суходіл та 0,17 км² — водойми.

## Демографія
Згідно з переписом 2010 року, у переписній місцевості мешкала 1061 особа в 417 домогосподарствах у складі 307 родин. Густота населення становила 69 осіб/км².  Було 443 помешкання (29/км²).
Расовий склад населення:
| - 98,2 % — білих - 0,3 % — корінних американців - 0,2 % — азіатів - 0,1 % — чорних або афроамериканців |

До двох чи більше рас належало 1,1 %. Частка іспаномовних становила 1,1 % від усіх жителів.
За віковим діапазоном населення розподілялося таким чином: 21,9 % — особи молодші 18 років, 63,2 % — особи у віці 18—64 років, 14,9 % — особи у віці 65 років та старші. Медіана віку мешканця становила 44,1 року. На 100 осіб жіночої статі у переписній місцевості припадало 90,8 чоловіків;  на 100 жінок у віці від 18 років та старших — 89,3 чоловіків також старших 18 років.
Середній дохід на одне домашнє господарство  становив 75 254 долари США (медіана — 71 932), а середній дохід на одну сім'ю — 93 573 долари (медіана — 84 844). За межею бідності перебувало 0,3 % осіб, у тому числі 0,0 % дітей у віці до 18 років та 0,0 % осіб у віці 65 років та старших.
Цивільне працевлаштоване населення становило 458 осіб. Основні галузі зайнятості: освіта, охорона здоров'я та соціальна допомога — 28,6 %, науковці, спеціалісти, менеджери — 13,3 %, будівництво — 11,4 %, публічна адміністрація — 10,7 %.